# Костомаров, Виталий Григорьевич
Вита́лий Григо́рьевич Костома́ров (3 января 1930, Москва — 26 марта 2020) — советский и российский лингвист-русист, доктор филологических наук (1969), профессор (1971), член-корреспондент (1974), действительный член (1985) и президент (1990—1991) Академии педагогических наук СССР.
Инициатор создания Государственного института русского языка им. А. С. Пушкина (1973), директор и первый ректор института, с 2001 года — президент ИРЯ им. А. С. Пушкина.
В 1990—2003 годах — президент Международной ассоциации преподавателей русского языка и литературы (МАПРЯЛ). Главный редактор журнала «Русская речь» (1996—2019). Заслуженный деятель науки Российской Федерации (1995). Лауреат Государственной премии СССР (1979), премии Н.К. Крупской (1980), премии Президента Российской Федерации (2001) и премии Правительства Российской Федерации в области образования (2011).

## Биография
Сын историка, профессора Академии общественных наук при ЦК КПСС Г. Д. Костомарова (1896—1970).
Окончил школу № 59 и русское отделение филологического факультета МГУ (1952, экстерном), английское отделение переводческого факультета Московского государственного педагогического института иностранных языков им. М. Тореза (1953) и аспирантуру Института языкознания АН СССР. Сокурсник академика Ю. Д. Апресяна.
Кандидат филологических наук (1955, диссертация «Словообразование русских глаголов с инфинитивом на -ить»). Член КПСС с 1958 года. Работал переводчиком, затем преподавателем и руководителем кафедры русского языка ВПШ при ЦК КПСС; в 1964—1966 годах — заведующий сектором культуры речи Института русского языка АН СССР. С 1966 года — директор Научно-методического центра русского языка при МГУ им. М. В. Ломоносова.
Варлам Шаламов, Чингиз Гусейнов, Александр Гинзбург, а также редактор и издатель журнала «Синтаксис», вдова писателя Андрея Синявского Мария Розанова утверждают, что Костомаров вместе с другими ведущими советскими лингвистами участвовал в судебном процессе над Андреем Синявским и Юлием Даниэлем в качестве эксперта по стилистике. В 1969 году на факультете журналистики МГУ защитил докторскую диссертацию «Некоторые особенности языка печати как средства массовой коммуникации. На материале современной русской газеты».
Генеральный секретарь (1967—1990), президент (1990—2003), вице-президент МАПРЯЛ. Председатель экспертного совета ВАК РФ по филологии и искусствоведению (1999—2011).
Член Президиума РАО (отделение образования и культуры), входит в состав попечительского совета Межрегионального общественного фонда «Центр развития межличностных коммуникаций». Член редколлегии журнала «Русский язык за рубежом».
Супруга, Ирина Евгеньевна Тареева (ум. 2001), была врачом-нефрологом.
Умер от остановки сердца 26 марта 2020 года. Кремирован на Николо-Архангельском кладбище; гражданская панихида прошла на Новодевичьем кладбище.

## Научная деятельность
Специалист в области современной русской лексикологии и стилистики, социолингвистики, методики преподавания русского языка как иностранного.
Один из учеников и последователей академика Виктора Владимировича Виноградова. Работал также под руководством Л. С. Бархударова и Е. М. Галкиной-Федорук. В соавторстве с Е. М. Верещагиным изучал связи языка и культуры, обосновал особое научное направление — лингвострановедение (книги «Язык и культура», вышедшая шестью изданиями, «Лингвострановедческая теория слова» и др.).

## Основные работы
Общее число публикаций превышает 600.
- Культура речи и стиль. — М., 1960;
- Программа КПСС о русском языке. — 1963;
- Русский язык на газетной полосе. — М., 1970.
  - 2-е изд. — М.: Изд-во МГУ, 1971;
- Язык и культура: новое в теории и практике лингвострановедения. — 5 изданий: 1973, 1976, 1983, 1990, 1994 (в соавт. с Е. М. Верещагиным; удостоена премии АПН СССР им. Н. К. Крупской);
- Русский язык среди других языков мира. — 1975, 1976;
- Методическое руководство для преподавателей русского языка как иностранного. — 1976, 1978, 1984, 1988 (в соавт.);
- Лингвострановедческая теория слова. — 1979 (в соавт. с Е. М. Верещагиным);
- Жизнь языка. — 1984, 2-е изд. 1992;
- Методика преподавания русского языка как иностранного. — 1990 (в соавт. с О. Д. Митрофановой);
- Мой гений, мой язык: размышления языковеда в связи с общественной дискуссией о языке. — 1991;
- Языковой вкус эпохи: из наблюдений над речевой практикой масс-медиа. — 4 издания: 1994, 1995, 1997, 1999;
- Читая и почитая Грибоедова. — 1998 (в соавт.);
- Старые мехи и молодое вино. — 2001 (в соавт.);
- «Мирознание вне и посредством языка. В поисках новых путей развития лингвострановедения: гипотеза (лого)эпистемы» (2002, в соавт.);
- Наш язык в действии. Очерки современной русской стилистики. — М.: Гардарики, 2005;
- Рассуждения о формах текста в общении. — 2008, 2-е изд. 2010, 3-е изд. 2014;
- Быт и нравы русского народа, XVI—XVII вв. Смоленск, 2011;
- Язык текущего момента: понятие правильности. СПб., 2014;
- Памфлеты о языке: родном, благоприобретённом и русском языке в Евразии. 4-е изд. М., 2017.
- Стилистика, любовь моей жизни. — М., 2019.

Соавтор и редактор ряда учебных пособий для общеобразовательной школы и иностранных студентов, в частности, комплекса «Русский язык для всех» (26 изданий, удостоен Государственной премии СССР).

## Награды и звания
- Орден Дружбы народов (3 января 1980 года) — за заслуги в развитии филологической науки, подготовке педагогических кадров и в связи с пятидесятилетием со дня рождения[15]
- Орден «Знак Почёта» (1969)
- Медаль Пушкина (4 июня 1999 года) — в ознаменование 200-летия со дня рождения А. С. Пушкина, за заслуги в области культуры, просвещения, литературы и искусства[16]
- Медаль «За доблестный труд. В ознаменование 100-летия со дня рождения Владимира Ильича Ленина» (1970)
- Медаль «Ветеран труда» (1989)
- Медаль «В память 850-летия Москвы» (1997)
- Почётные медали Монголии (1973) и Болгарии (1978, 1982)
- Государственная премия СССР в области науки и техники (1 ноября 1979 года) — за учебник «Русский язык для всех», опубликованный в 1977 году (3-е издание)[17]
- Премия Президента Российской Федерации в области образования за 2000 год (30 ноября 2001 года) — за цикл научных исследований и создание учебно-методических разработок на тему «Социокультурные, лингвистические и дидактические аспекты обеспечения межкультурной коммуникации в процессе преподавания русского языка как иностранного» для учебных заведений высшего профессионального образования[18]
- Премия Правительства Российской Федерации в области образования 2011 года (3 ноября 2011 года) — за лингвопедагогическое исследование функционирования русского языка в средствах массовой коммуникации[19]
- Литературная Бунинская премия (2010)
- Лауреат Пушкинской премии за 2018 год в номинации «Просветители» — «За выдающиеся достижения в области лингвистики и популяризацию русского языка во всем мире»[20]
- Заслуженный деятель науки Российской Федерации (18 октября 1995 года) — за заслуги в научной деятельности[21]
- Почётная грамота Президента Российской Федерации (25 сентября 2014 года) — за заслуги в области образования, науки и подготовке квалифицированных специалистов[22]
- Медаль А. С. Пушкина (2007, Международная ассоциация преподавателей русского языка и литературы)[23].
  - Почётный доктор:
- Тульского государственного университета (2004),
- Московского государственного педагогического института (2008),
- Московского государственного лингвистического университета (2010),
- Университета имени Гумбольдта (ФРГ),
- Университета имени Я. А. Коменского (Словакия),
- Университета имени Я. Паннониуса (Венгрия),
- Колледжа Миддлбери (США),
- Университетов в Шанхае и Харбине (КНР),
- Университета в Улан-Баторе (Монголия).